# Dorfmarkung
Die Dorfmarkung war eine mittelalterliche und der frühneuzeitliche Gebietseinheit, die seit dem Beginn des 16. Jahrhunderts eine wichtige Rolle im Rechtssystem des Heiligen Römischen Reiches (HRR) spielte.

## Definition
Als Dorfmarkung wurde im HRR dasjenige Flurgebiet bezeichnet, das eine dörfliche Ansiedlung umgab. Dieser Landschaftsbereich umfasste dabei alle Felder, Wiesen und Waldgebiete, die von dem betreffenden Dorf aus bewirtschaftet wurden. Außerdem zählten dazu alle Wege, die sich innerhalb dieses Bezirks befanden („zu Gassen, Feld und Flur“). Auch der umzäunte Dorfbereich selbst zählte zur Dorfmarkung, dieser Teil wurde „inner etters“ genannt (bzw. auch „Hofetters“, „Gartenetters“ oder „Dorfetters“). Der außerhalb der Dorfumzäunung gelegene Bereich wurde hingegen als „außer etters“ bezeichnet, hierzu zählten unter anderem auch Dorfanger und Gemeindewald. Auch Weiler und Einzelsiedlungen die außerhalb der Dorfumzäunung lagen konnten dazu zählen, so lagen etwa die beiden Einödhöfe Bremenhof und Neusleshof auf der Dorfmarkung von Pommer, die in ihrer Gesamtheit der Landeshoheit der Reichsstadt Nürnberg unterstand.
Die Außengrenzen dieses Gebietes wurden mit sichtbaren Grenzzeichen markiert, wovon die Bezeichnung Dorfmarkung abgeleitet wurde. Zumeist handelte es sich bei diesen Grenzzeichen um Steine (Mark- oder Grenzsteine), bisweilen wurden aber auch Bachläufe, Gräben, Hecken oder Waldränder als Markierungselemente herangezogen. Diese Grenzmarkierungen spielten deshalb eine wichtige Rolle, weil bis zum Beginn der im 19. Jahrhundert erfolgten allgemeinen Landesvermessung kein verlässliches Kartenmaterial über den Verlauf der Dorfmarkungsgrenzen existierte. Der Erhalt dieser Grenzzeichen wurde daher in regelmäßigen Abständen einer Markungsrevision unterzogen, deren Ergebnisse schriftlich protokolliert wurden.

## Geschichte
Bis zum Ende des Spätmittelalters spielte die Dorfmarkung nur für die bäuerliche Gemeinde eine gewichtige Rolle, im überregionalen Bereich war sie hingegen nicht von größerem Belang. Denn bis dahin stellten die Hochgerichtsbezirke der Fraisch- und Centämter die untersten Verwaltungsbezirke im Rechtssystem des HRR dar, sie bildeten die rechtliche Basis für die mittelalterliche Landesherrschaft. Am Ende des 15. Jahrhunderts setzte dann im Rechtssystem des HRR aber ein großer Umwälzungsprozeß ein, durch den sich wesentliche Rechtsbereiche von der Hochgerichtsbarkeit zu der auf den grundherrschaftlichen Besitzverhältnissen aufsetzenden Niedergerichtsbarkeit verlagerten. Im Zuge dieser Entwicklung fiel der Rechtsinstitution der Vogtei eine entscheidende Rolle zu, diese wurde nun zur Rechtsgrundlage für den neu entstandenen Rechtskomplex der Landeshoheit. Die Machtkompetenz der die Vogtei ausübenden Vogteiämter beschränkte sich dabei auf diejenigen Güter, in denen diese als Grund- und Vogteiherrn auftreten konnten.
Durch den Wandel des Rechtssystems war allerdings ein herrschaftsfreier Raum entstanden, dieser betraf die im Gemeinschaftsbesitz befindlichen Güter, wie etwa die Dorfgassen und gemeineigene Flurstücke (beispielsweise die Allmende und der Dorfanger) und Waldgebiete. Diese fielen gewissermaßen durch das Raster der neuen Rechtsverhältnisse, denn hier gab es keinen Vogteiherr, der die Vogteiliche Gerichtsbarkeit hätte ausüben können. Zur Behebung dieses Mangels etablierte sich eine neue Rechtsinstitution, nämlich die der Dorf- und Gemeindeherrschaft (DGH), mittels derer ein Dorf- und Gemeindeherr bestimmt wurde. Mit diesem Rechtskonstrukt wurden nun auch gemeinschaftliche Besitzungen der Jurisdiktion der Vogteilichen Gerichtsbarkeit unterworfen, den Wirkungsbereich dafür bildete dabei die Dorfmarkung. Damit erfuhr diese einen erheblichen Bedeutungszuwachs, denn vor allem im schwäbisch-fränkischen Raum war die DGH das ausschlaggebende Kriterium für die erfolgreiche Beanspruchung der Landeshoheit. Dies bedeutete allerdings nicht, dass dem Dorf- und Gemeindeherrn damit die uneingeschränkte Souveränität (im modernen Sinne) über das Gebiet der Dorfmarkung zufiel, denn die vogtei- und grundherrschaftlichen Rechte der anderen Grundbesitzer wurden dadurch nicht angetastet.